# Aroroy
Aroroy es un municipio filipino de primera clase, perteneciente a la provincia de Masbate, en la región de Bicolandia.

## Historia
Hacia mediados del siglo XIX, el lugar dependía de Baleno. Aparece descrito en el primer volumen del Diccionario geográfico, estadístico, histórico de las Islas Filipinas (1850) de Manuel Buzeta Núñez y Felipe Bravo con las siguientes palabras:

AROROY: visita ó anejo de la isla de Masbate, comandancia político-militar de Masbate y Ticao, dióc. de Nueva-Cáceres, jurisd. civil y eclesiástica de Baleno; sit. en los 127° 2' 30" long., 12° 31' 40" lat., en la playa N. N. E. de la isla, en la parte oriental de la boca del puerto de Barrerás, á la izq. y no lejos de un pequeño r. que desagua en el mar por el lado dela punta en que se halla la pobl. por la parte meridional; en terreno llano, ventilado, y clima templado y saludable. term.: confina por S. E. con su matriz, que dista como unas 2 leg.; por S. con los montes centrales de la isla, y por los demas puntos con el mar. En sus montes se crian buenas maderas de construccion y ebanistería, buena miel, que depositan las abejas en los huecos de los troncos de los árboles y entre los peñascos; y caza mayor y menor. El terreno reducido á cultivo es bastante fértil. pobl., prod. y trib. con baleno.
(Buzeta y Bravo, 1850, p. 311)

En 2020, tenía censados 88 351 habitantes.